# مورن جالو
مورن جالو (به لاتین: Morne Jaloux) یک منطقهٔ مسکونی در گرنادا است که در Saint George Parish, Grenada واقع شده‌است. مورن جالو ۶۴ متر بالاتر از سطح دریا واقع شده‌است.